# Gerste

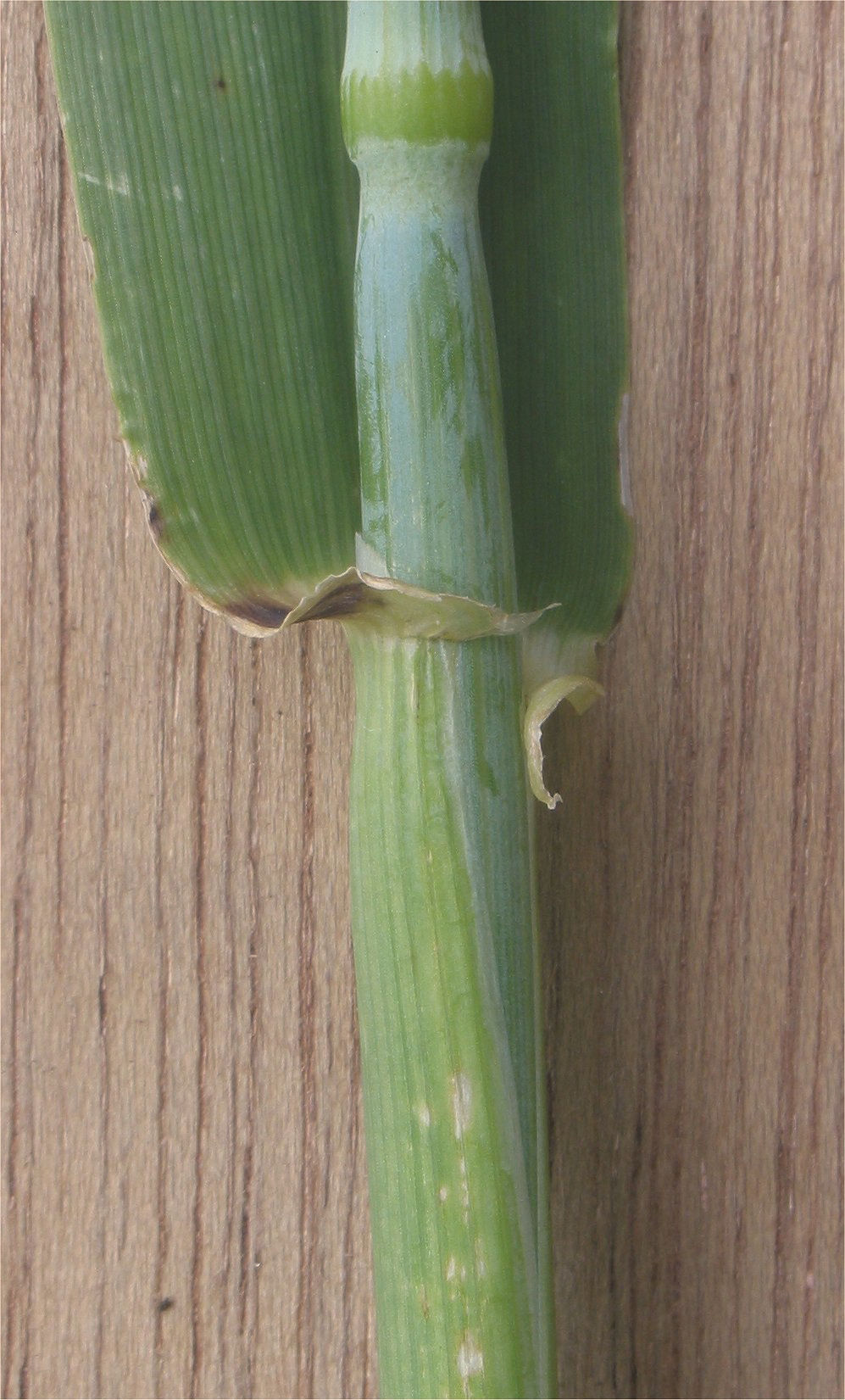
Blattscheide mit Öhrchen

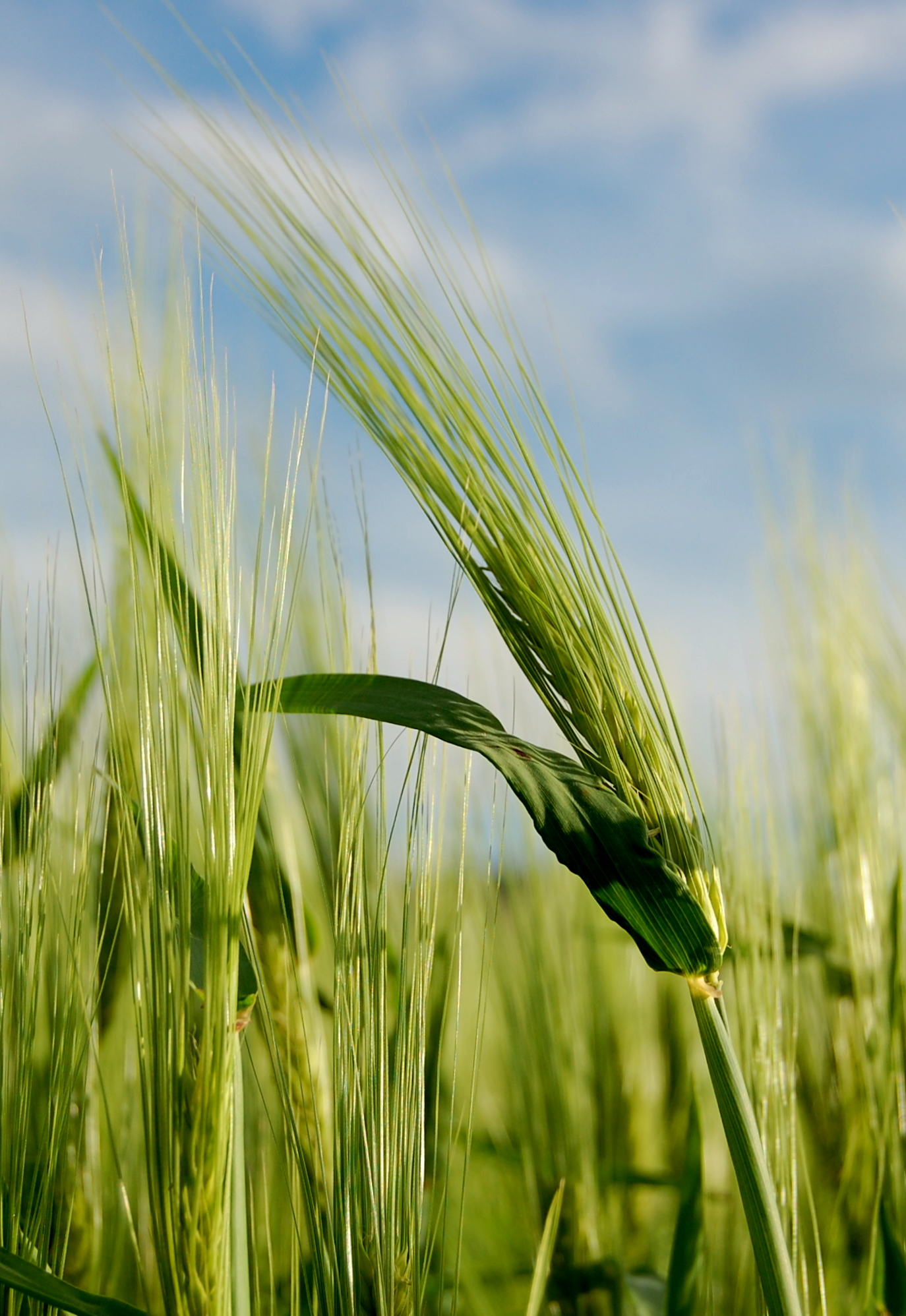
Blühende Ähre (4-zeilig)

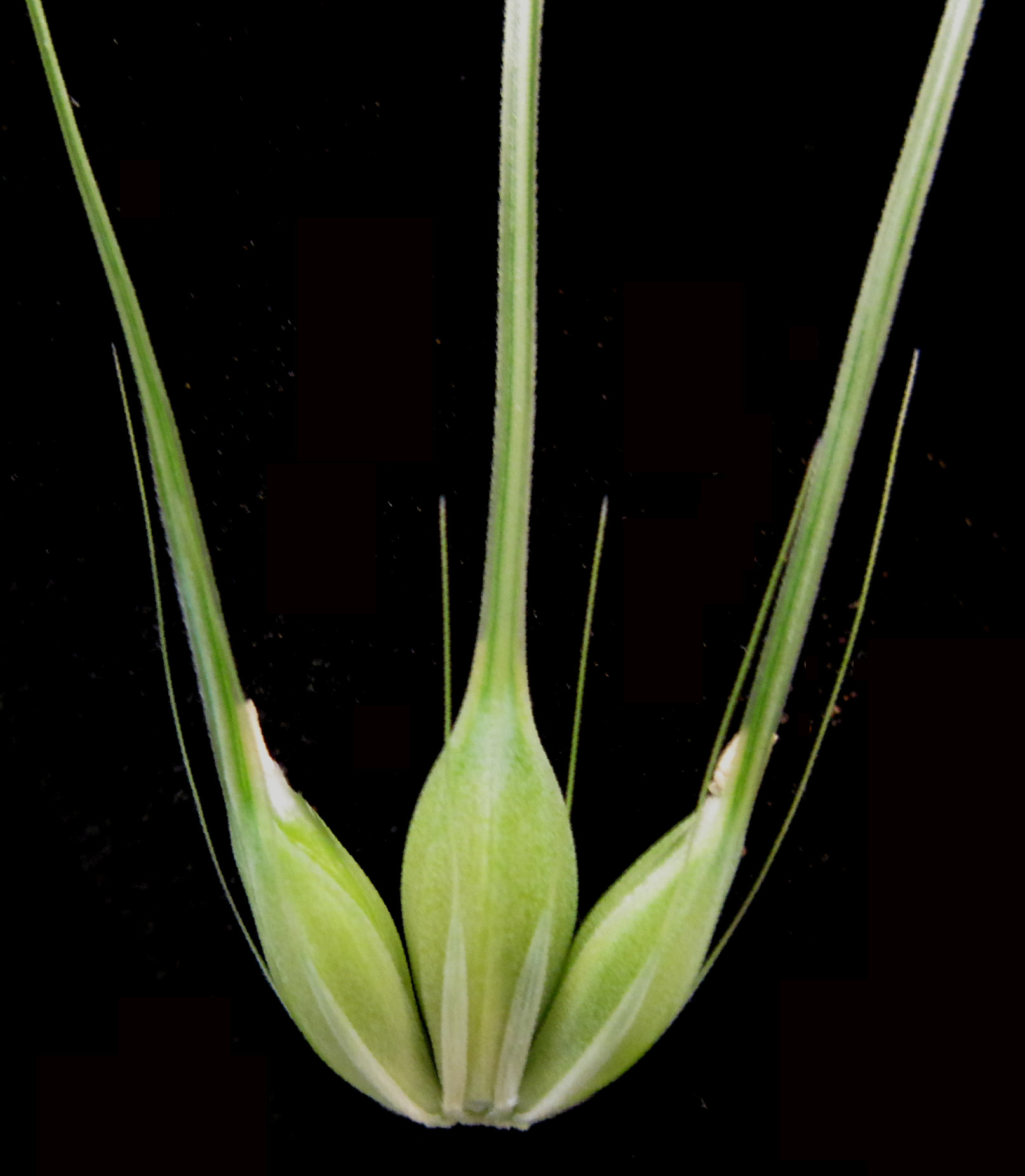
Ährchen

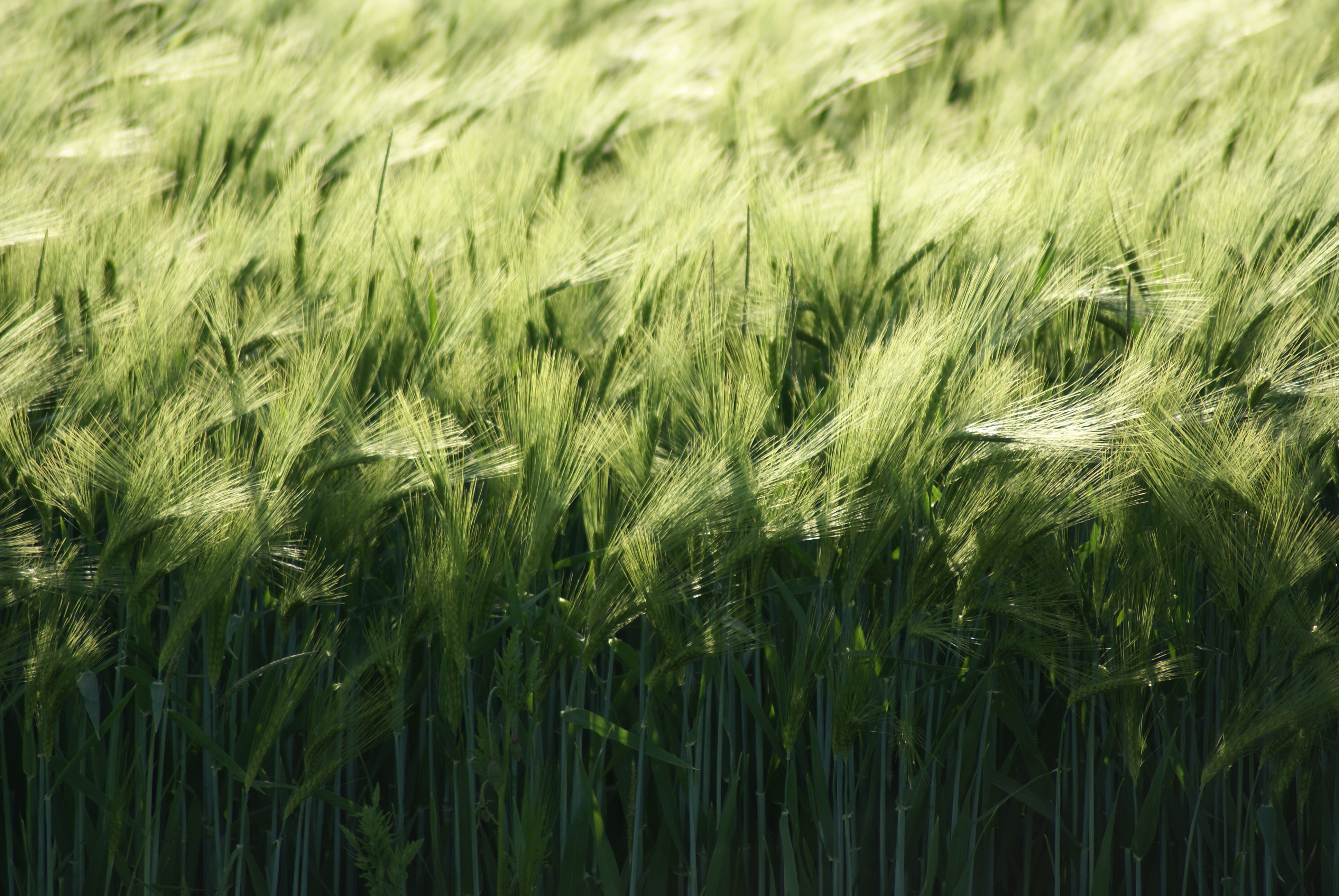
Gerstenfeld im Mai

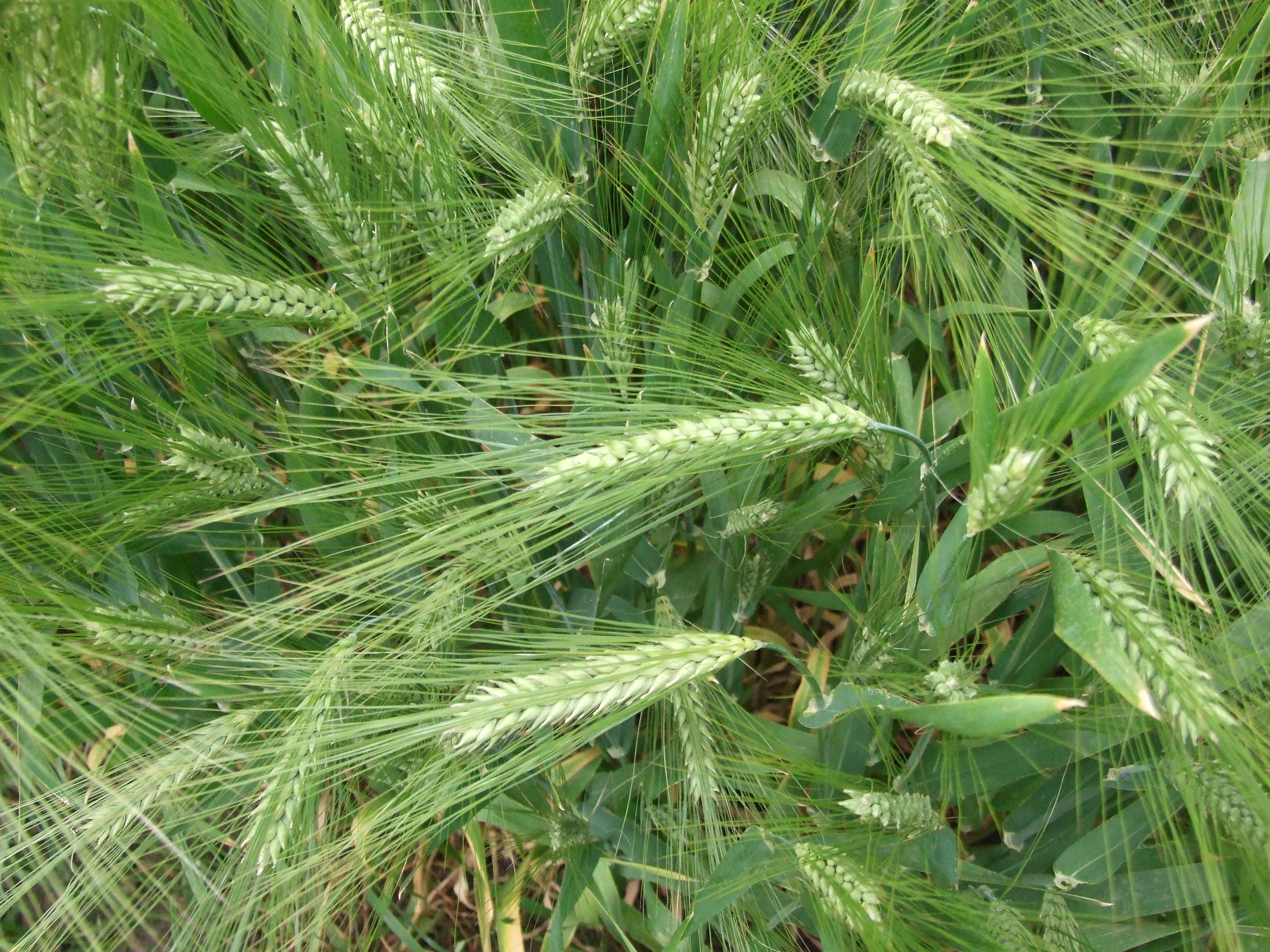
Gerstenähren (6-zeilig)

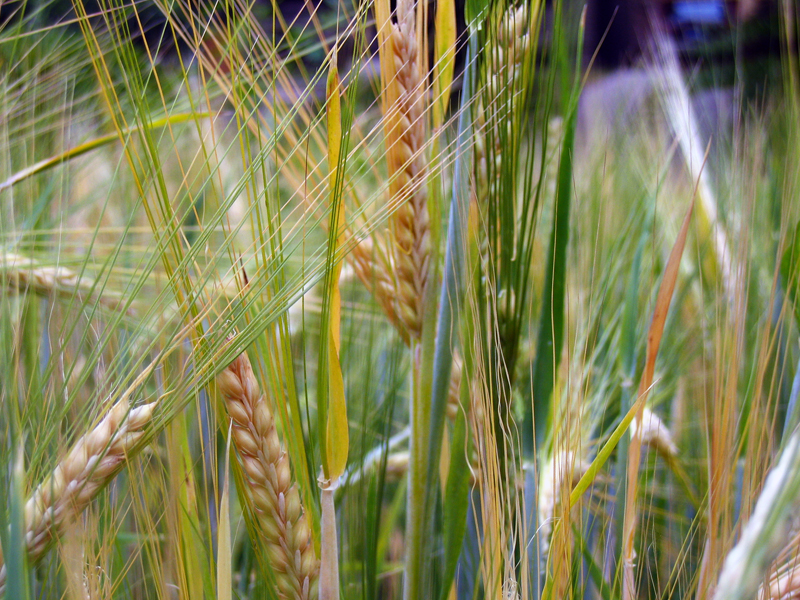
Reifende Gerstenähren

Die Gerste (Hordeum vulgare) ist eine Pflanzenart aus der Gattung der Gersten (Hordeum) innerhalb der Familie der Süßgräser (Poaceae). Als Kulturgerste ist sie eine der wichtigsten und ältesten Getreide-Arten, die vor rund 10.000 Jahren im Gebiet des Fruchtbaren Halbmondes von der Wildgerste (Hordeum spontaneum) gewonnen und domestiziert wurde.
Die Bezeichnung Gerstenkorn wird nicht nur für die Samen der Pflanze verwendet, sondern auch für eine Form der Augenlidentzündung (Hordeolum).

## Beschreibung
Gerste ist ein Dunkelkeimer und einjähriges Gras, das Wuchshöhen von 0,7 bis 1,2 m erreicht. Die Pflanze ist glatt und unbehaart. Der Halm ist aufrecht. Die wechselständig und zweizeilig (distich) angeordneten Laubblätter sind einfach und parallelnervig. Die flache Blattspreite weist eine Länge von 20 bis 45 Zentimeter und eine Breite von 8 bis 12 Millimeter auf. Die wichtigsten morphologischen Erkennungsmerkmale sind die zwei langen, unbewimperten Blattöhrchen der Blattscheide, die den Halm vollständig umschließt. Das schmale und leicht gezähnte Blatthäutchen (Ligula) ist 1 bis 2 mm lang. Das Tausendkorngewicht liegt bei 35–50 Gramm.
Der ährige Blütenstand besitzt eine flexible, also nicht zerbrechliche Rhachis, darin unterscheidet sie sich von den anderen Hordeum-Arten. Er ist (ohne die Grannen) 6 bis 12 Zentimeter lang und 1 bis 2 Zentimeter breit. Die in Reihen stehenden, ungestielten Ährchen sind alle gleich und fertil. Die Ährchen enthalten meist nur eine Blüte, selten zwei. Die Hüllspelzen des mittleren Ährchens stehen vor den Blüten; sie sind untereinander gleich, dreinervig, lanzettlich, zugespitzt und in eine 8 bis 12 Millimeter lange Granne auslaufend. Die Deckspelze ist fünfnervig, breit eiförmig und läuft in eine gerade, starre, raue, 8 bis 15 Zentimeter lange Granne aus. Die Vorspelze ist zweinervig und so lang wie die Deckspelze. Die Staubbeutel sind 2 bis 3 Millimeter lang. Die beiden seitlichen Ährchen sind entweder dem mittleren Ährchen gleich und fruchtbar oder die Spelzen sind kleiner oder verkümmert und die Blüten männlich oder steril.
Der ährige Fruchtstand mit langen Grannen ist im reifen Zustand geneigt bis hängend. Botanisch betrachtet sind die Körner Karyopsen, also einsamige Schließfrüchte.
Gerste wird anhand der unterschiedlichen Ähren in zwei- und mehrzeilige Formen unterschieden. Die zweizeiligen Formen („Hordeum distichon“) entwickeln pro Ansatzstelle nur ein Korn, das voll und kräftig ausgeprägt ist. Bei den mehrzeiligen Formen von Hordeum vulgare treten drei Körner pro Ansatzstelle auf, die sich schwächer entwickeln. Zweizeilige Gerstensorten (überwiegend Sommergerste) enthalten besonders viel Stärke und wenig Protein. Sie finden vorwiegend bei der Bierherstellung als Braugerste Verwendung (Malz) und werden zu Gerstengraupen verarbeitet. Vier- und sechszeilige Gerstensorten sind überwiegend Wintergerstensorten, die (im Gegensatz zu dem im Frühjahr ausgesäten Sommergetreide) im Herbst gesät werden und eine Vernalisation zum Schossen benötigen. Durch die längere Vegetationsphase und die effektive Nutzung der Winterfeuchtigkeit sind die Erträge höher und die Nährstoffe günstig für die Verwendung als Futtergerste. Neuere Wintergerstensorten mit hohen Gehalten an Protein und Ballaststoffen werden nur für die menschliche Ernährung angebaut.

## Herkunft
Ursprungsgebiete der Gerste sind der Vordere Orient und der östliche Balkan. Die ältesten Nachweise von Gerstenutzung lassen sich bis 15.000 v. Chr. zurückdatieren. Gerste ist eng verwandt mit der im Nahen Osten vorkommenden Wildgerste (Hordeum vulgare subsp. spontaneum). Als klassisches Getreide der Antike wurde sie bereits vor mehr als 8000 Jahren in Mesopotamien und am Nil angebaut. In vielen Gebieten war die Gerste über Jahrtausende ein wichtiges Grundnahrungsmittel in Form von Brei oder Suppe; Gerste, Einkorn und Emmer waren die ersten vom Menschen gezielt angebauten Getreidearten. Ab etwa 7000 v. Chr. begann die systematische Zuchtauswahl und seit der Jungsteinzeit (5500 v. Chr.) wird auch in Mitteleuropa Gerste angebaut.
Gerste gedeiht in Mitteleuropa am besten im sommerkühlen Klima auf fruchtbaren, mäßig trockenen, basenreichen, neutralen, tiefgründigen Lehmböden mit einer guten Wasserführung. Sie ist außerordentlich anpassungsfähig und verträgt sowohl Trockenheit als auch Frost und sogar salzhaltigen Boden. Sie gedeiht noch auf den Alkaliböden der tief liegenden Wüsten in Ägypten, Turkestan und Australien sowie auf den Hochebenen Südafrikas und Südamerikas. In den Alpen wächst die Gerste bis etwa 1500 Meter Meereshöhe, vereinzelt in günstiger Lage bis 2000 Meter.
Bei Wildgerste fallen die reifen Körner aus der Ähre und müssen mühsam aufgesammelt werden. Kulturgerste entstand wahrscheinlich durch eine nicht gezielte Auslese der Menschen, die bevorzugt eine Mutation ernteten und pflegten, bei der die reifen Körner in der Ähre blieben.
Im Mittelalter wurde die Gerste als ertragreiches Viehfutter und als sättigendes Nahrungsmittel geschätzt. Durch die Züchtung anspruchsloser Sorten können die Erträge mit denen von Weizen konkurrieren. Neben der Qualitätssteigerung versuchte die Züchtung, auch eine technisch besser handhabbare grannenlose Gerste zu erzeugen. Dies ist zwar gelungen (Sorten wie Ogra, Nudinka), die Form hat sich aber nicht durchgesetzt. Hierbei darf nicht vernachlässigt werden, dass auch die Granne photosynthetisch aktiv ist.

## Unterarten und Varietäten
- Wildgerste (Hordeum vulgare subsp. spontaneum (K.Koch) Asch. & Graebn.)
- Kulturgerste (Hordeum vulgare subsp. vulgare):
  - Zweizeilige Gerste (Hordeum vulgare f. distichon)
  - Mehrzeilige Gerste:
    - Hordeum vulgare f. hexastichon
    - Hordeum vulgare f. agriocrithon
- Hordeum vulgare var. coeleste L.
- Hordeum vulgare var. trifurcatum

Die ökologischen Zeigerwerte nach Landolt et al. 2010 sind in der Schweiz für die Vierzeilige Saat-Gerste (Hordeum vulgare L. subsp. vulgare): Feuchtezahl F = 2+ (frisch), Lichtzahl L = 4 (hell), Reaktionszahl R = 3 (schwach sauer bis neutral), Temperaturzahl T = 4 (kollin), Nährstoffzahl N = 3 (mäßig nährstoffarm bis mäßig nährstoffreich), Kontinentalitätszahl K = 4 (subkontinental).
Die ökologischen Zeigerwerte nach Landolt et al. 2010 sind in der Schweiz für die Sechszeilige Saat-Gerste (Hordeum vulgare subsp. hexastichon (L.) Čelak.): Feuchtezahl F = 2+ (frisch), Lichtzahl L = 4 (hell), Reaktionszahl R = 4 (neutral bis basisch), Temperaturzahl T = 3+ (unter-montan und ober-kollin), Nährstoffzahl N = 4 (nährstoffreich), Kontinentalitätszahl K = 4 (subkontinental).

## Nutzung

### Sommergerste
Für die menschliche Ernährung kommt überwiegend Sommergerste (Aussaat im Frühjahr) zum Einsatz. Ein großer Anteil davon wird als Braugerste zur Bierherstellung verwendet. Zu diesem Zweck sollte der Rohproteingehalt möglichst niedrig sein, da die Biere sonst zur Trübung bzw. zum Ausflocken neigen. Dies ist nicht schädlich, aber meist optisch unerwünscht.
In nicht gemälzter Form wird Gerste zu Grütze oder Graupen verarbeitet und gelegentlich auch zu Mehl gemahlen. Speziell für die menschliche Ernährung gezüchtete Gerste mit einem Gehalt an Beta-Glucan von mehr als 4 g pro 100 g wird als Korn, als Flocken oder verarbeitet zu Mehl angeboten. Daraus werden auch Gerstenbrote hergestellt.

### Wintergerste
Wintergerste wird bereits im Herbst, also noch vor dem Winter ausgesät. Da sie gegenüber der Sommergerste höhere Erträge und mehr Proteine (12–15 %) aufweist, wird sie überwiegend als Tierfutter verwendet (Futtergerste).

### Health Claims (Gesundheitsbehauptungen)
Der Gerste werden auch Heilwirkungen zugesprochen. Gestampfte Gerste (Ptisane) wird schon von Hippokrates von Kos ausführlich beschrieben. Medizinisch interessant sind die löslichen Gerstenballaststoffe. Gerstensorten mit hohem Gehalt an Beta-Glucanen (β-Glucanen) werden zur Aufrechterhaltung eines normalen Cholesterinspiegels angeboten. Beta-Glucane werden von den Darmbakterien als Energiequelle genutzt. Beta-Glucane aus Gerste verringern den Anstieg des Blutzuckerspiegels nach den Mahlzeiten. Eine tägliche Aufnahme von 3 g Beta-Glucanen aus Gerste reduziert nachweislich den Blutcholesterinspiegel. Entsprechend kann für Gerstensorten mit einem hohen Gehalt an Gerstenballaststoffen, insbesondere den löslichen Beta-Glucanen (mehr als 4 g pro 100 g), ein Health Claim ausgelobt werden. Folgende Kennzeichnungen auf verzehrfertigen Lebensmitteln dürfen angegeben werden:
| Nährstoff/Substanz/Lebensmittel   | Angabe (VO 432/2012) | Bedingungen für die Verwendung (VO 432/2012) |
| --------------------------------- | --- | --- |
| Beta-Glucane                      | „Beta-Glucane tragen zur Aufrechterhaltung eines normalen Cholesterinspiegels im Blut bei“                                                                                | Die Angabe darf nur für Lebensmittel verwendet werden, die mindestens 1 g Beta-Glucane aus Hafer, Haferkleie, Gerste oder Gerstenkleie bzw. aus Gemischen dieser Getreide je angegebener Portion enthalten. Damit die Angabe zulässig ist, sind die Verbraucher darüber zu unterrichten, dass sich die positive Wirkung bei einer täglichen Aufnahme von 3 g Beta-Glucanen aus Hafer, Haferkleie, Gerste oder Gerstenkleie bzw. aus Gemischen dieser Getreide einstellt. |
| Beta-Glucane aus Hafer und Gerste | „Die Aufnahme von Beta-Glucanen aus Hafer oder Gerste als Bestandteil einer Mahlzeit trägt dazu bei, dass der Blutzuckerspiegel nach der Mahlzeit weniger stark ansteigt“ | Die Angabe darf nur für Lebensmittel verwendet werden, die mindestens 4 g Beta-Glucane aus Hafer oder Gerste je 30 g verfügbare Kohlenhydrate in einer angegebenen Portion als Bestandteil der Mahlzeit enthalten. Damit die Angabe zulässig ist, sind die Verbraucher darüber zu unterrichten, dass sich die positive Wirkung einstellt, wenn Beta-Glucane aus Hafer oder Gerste als Bestandteil der Mahlzeit aufgenommen werden.                                       |

Als nachwachsender Rohstoff wird Gerste kaum genutzt. Die Körner könnten als Quelle für Stärke genutzt werden. Durch Züchtung konnte bei sogenannten „waxy Gersten“ der für technische Nutzungen interessante Anteil verzweigtkettiger Stärke Amylopektin auf über 95 % der Gesamtstärke erhöht werden. Waxy Gersten enthalten rund 50 % mehr Beta-Glucan als Brau- und Futtergersten.

## Früchte

### Aufbau der Körner
Die Körner sind, außer bei der Nacktgerste, fest mit den Spelzen verwachsen. Vor der Zubereitung für die menschliche Ernährung müssen sie daher entspelzt werden. Dies geschah früher in der Mühle durch einen Gerbgang, heute wird dieser Arbeitsschritt in einer Schälmühle erledigt. Der gesundheitswirksame lösliche Ballaststoff Beta-Glucan ist in Gerste anders als beim Hafer nicht in den Randschichten des Korns (Kleie), sondern im hellen Korninneren konzentriert. Gerste enthält Gluten, was bei Personen mit Glutenunverträglichkeit zu gesundheitlichen Problemen führen kann.

### Durchschnittliche Zusammensetzung (Gerste, entspelzt, ganzes Korn)
Die Zusammensetzung von Gerste schwankt naturgemäß, sowohl in Abhängigkeit von den Umweltbedingungen (Boden, Klima) als auch von der Anbautechnik (Düngung, Pflanzenschutz).
Angaben je 100 g essbarem Anteil:
| Bestandteile    |        |
| --------------- | ------ |
| Wasser          | 12,7 g |
| Eiweiß 1        | 9,8 g  |
| Fett            | 2,1 g  |
| Kohlenhydrate 2 | 63,3 g |
| Ballaststoffe   | 9,8 g  |
| Mineralstoffe   | 2,3 g  |

| Mineralstoffe |         |
| ------------- | ------- |
| Natrium       | 18 mg   |
| Kalium        | 445 mg  |
| Magnesium     | 115 mg  |
| Calcium       | 40 mg   |
| Mangan        | 1,5 mg  |
| Eisen         | 2,8 mg  |
| Kupfer        | 0,42 mg |
| Zink          | 2,8 mg  |
| Phosphor      | 340 mg  |
| Selen 3       | 7 µg    |

| Vitamine                 |         |
| ------------------------ | ------- |
| Retinol (Vit. A1)        | 165 ng  |
| Thiamin (Vit. B1)        | 430 µg  |
| Riboflavin (Vit. B2)     | 180 µg  |
| Nicotinsäure (Vit. B3)   | 4800 µg |
| Pantothensäure (Vit. B5) | 680 µg  |
| Vitamin B6               | 560 µg  |
| Folsäure                 | 65 µg   |
| Vitamin E 4              | 670 µg  |

| essentielle und semi-essentielle Aminosäuren |        |
| -------------------------------------------- | ------ |
| Arginin 5                                    | 560 mg |
| Histidin 5                                   | 210 mg |
| Isoleucin                                    | 460 mg |
| Leucin                                       | 800 mg |
| Lysin                                        | 380 mg |
| Methionin                                    | 180 mg |
| Phenylalanin                                 | 590 mg |
| Threonin                                     | 430 mg |
| Tryptophan                                   | 150 mg |
| Tyrosin                                      | 390 mg |
| Valin                                        | 580 mg |

1 mg = 1000 µg

1 mg = 1.000.000 ng

Der physiologische Brennwert beträgt 1320 kJ je 100 g essbarem Anteil.

## Produkte aus geschälten Gerstenkörnern
- Gerstengrütze. Hierfür werden die geschälten Gerstenkörner zu Grütze geschnitten. Grütze wird in unterschiedlicher Körnung in den Handel gebracht. Gerstengrütze wird u. a. in der traditionellen russischen Küche verwendet, wo diese Grütze einen Eigennamen jatschnewaja (russisch ячневая крупа) hat.[10]
- Graupen (Rollgerste oder Kochgerste) erhält man durch Schleifen der Gerstenkörner, wobei auch die Spitzen gerundet werden. Am bekanntesten sind die „Perlgraupen“. Dazu wird Grütze auf Schleifmaschinen bearbeitet, bis sie ihre rundliche Form erhalten.
- Gerstenflocken werden aus hydrothermisch behandelten Gerstenkörnern gewalzt.
- Gerstenflockenmehl (von mittelhochdeutsch gërsten mël) wird aus den Samen von Hordeum-Arten (vor allem H. vulgare bzw. H. distichon)[11] durch die Vermahlung von Gerstenflocken hergestellt.
- Gerstenpops werden aus den geschälten Gerstenkörnen über das Puffingverfahren erzeugt.[12]
- Gerstenkaffee / Malzkaffee als koffeinfreies Kaffee-Ersatzgetränk.
- Tsampa ist ein Pulver aus gerösteten und gemahlenen Gerstenkörnern, ein tibetisches Grundnahrungsmittel.
- Bestimmte Gerstensorten haben einen hohen Gehalt an dem löslichen Ballaststoff Beta-Glucan (mehr als 4 g pro 100 g).

### Stroh
Je nach Arbeitsgerät kann Gerstenstroh im Vergleich zum Weizenstroh zwar weicher und saugfähiger sein, ist aber als Einstreu nur bedingt verwendbar. Reste von Grannen können bei empfindlichen Tieren (Pferde, Schweine) u. a. zu Reizungen der Atemwege führen.

### Gerstengras
Gerstengras wird manchmal in der Tiermast eingesetzt. Es enthält neben den Vitaminen B und C auch Kalzium, Kalium und Eisen in größeren Konzentrationen.
Für den menschlichen Verzehr werden die Blätter der jungen Gerstenpflanze gefriergetrocknet. Dieses Pulver wird in kühlem Wasser aufgelöst und eingenommen. Der Geschmack erinnert ein wenig an verdünnten Spinat.

### Gerstenkorn als Grundmaß
Da ein Gerstenkorn eine relativ konstante Größe hat, bildete es früher die Grundlage für einige Maße und Gewichte, z. B. für die arabische Habba und den persischen Dschou, siehe auch Gerstenkorn (Einheit).

## Anbau

### Anbauzyklus und Ernte
Die Gerste zählt zu den Selbstbefruchtern; man unterscheidet zwischen Winter- und Sommergerste. Wintergerste, die im September gesät wird, ist ertragreicher. Ideale Wachstumsbedingungen für die Wintergerste sind Temperaturen unter 10 °C. Bei länger anhaltenden Temperaturen unter −15 °C erfriert die Wintergerste. Die Ausbildung von Nebentrieben (Bestockungstrieben) ist vor dem Winter abgeschlossen. Aus ihnen entwickeln sich im nächsten Frühjahr die Ähren tragenden Halme. Gerste gedeiht am besten auf tiefgründigen, gut durchfeuchteten Böden, aber auch mit ungünstigeren Bedingungen kommt sie zurecht. In der Regel beginnt die alljährliche Getreideernte mit der Wintergerste.
Die Aussaat der Sommergerste erfolgt Ende Februar bis Anfang April. Sie reift in weniger als 100 Tagen heran. Nach den Phasen der Bestockung, des Schossens und des Ährenschiebens folgen Blüte und Ernte.
Die Ernte erfolgt bei Voll- bis Totreife. Wintergerste liefert je nach Standort zwischen 50 und 90 dt/ha, Sommergerste 40–65 dt/ha Fruchtertrag. In Deutschland wird die Wintergerste auf ca. 1,24 Mio. Hektar angebaut, während die Sommergerste auf ca. 0,5 Millionen Hektar angebaut wird.

### Krankheiten und Schädlinge

#### Viren und Pilzkrankheiten
- Das Gelbverzwergungsvirus (Barley yellow dwarf virus) und das Barley stripe mosaic virus sind die bedeutendsten Viruskrankheiten der Gerste.
- Der Echte Mehltau (Blumeria graminis) ist die wirtschaftlich wichtigste Pilzkrankheit der Gerste in Mitteleuropa.
- Schwarzrost (Puccinia graminis)
- Zwergrost (Puccinia hordei)
- Gerstenflugbrand (Ustilago hordei)
- Mutterkorn (Claviceps purpurea)

#### Schädlinge
- Die Gerste wird von verschiedenen Nematodenarten befallen.
- Wichtige Schädlinge an der Gerste sind Läuse, v. a. als Virusvektoren.

## Lagerung

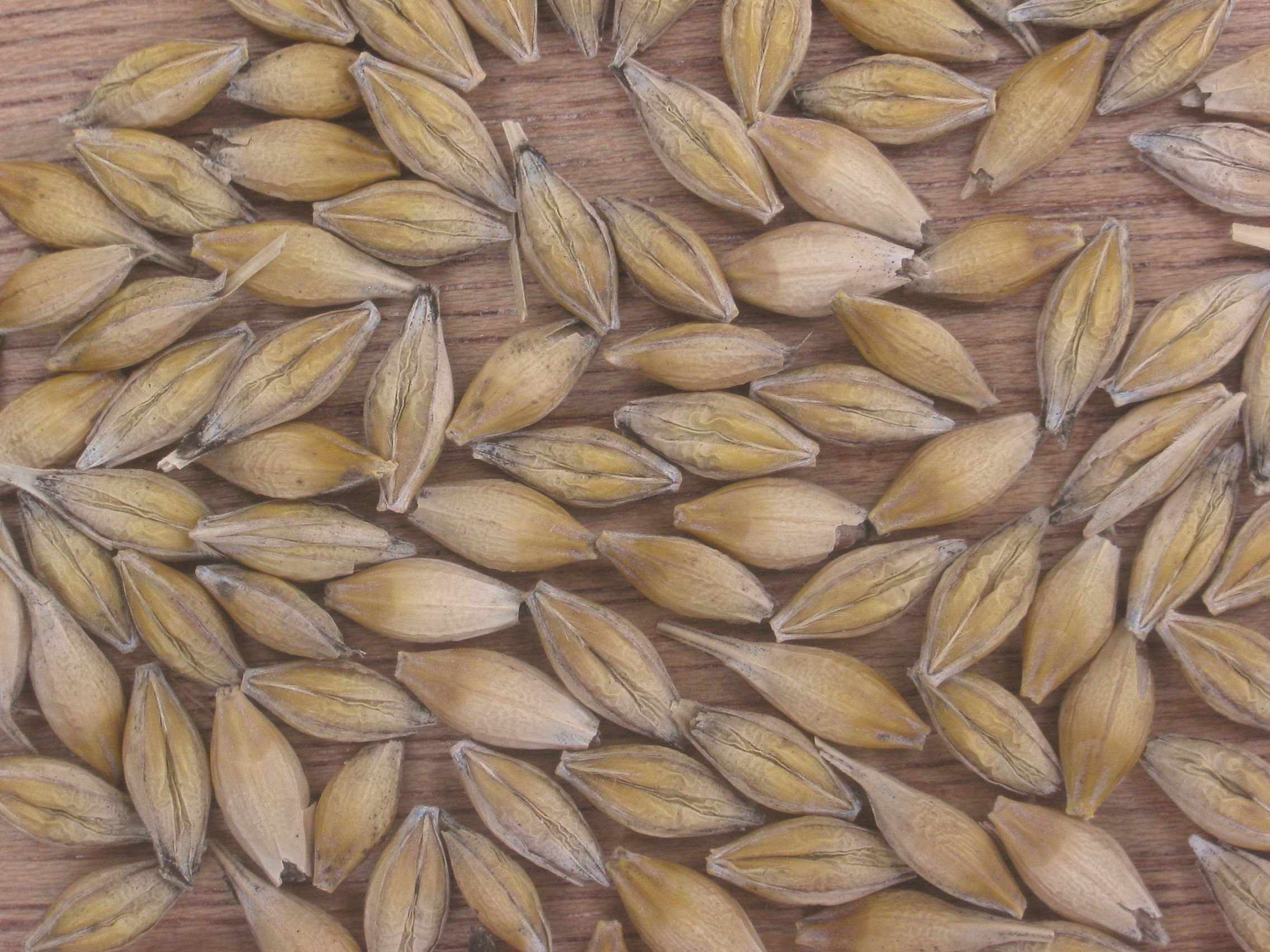
Gerstenkörner

Wie alle Getreidearten muss auch Gerste vor der Einlagerung auf Feuchtigkeit überprüft werden, da ansonsten Schimmelbefall droht (Mykotoxingefahr). Die Obergrenze der Kornfeuchte liegt für die Einlagerung bei 15 %.

## Wirtschaftliche Bedeutung

### Die größten Gersteproduzenten
2022 wurden laut der Ernährungs- und Landwirtschaftsorganisation FAO weltweit 154.877.140 t Gerste geerntet. Folgende Tabelle gibt eine Übersicht über die 10 größten Produzenten von Gerste weltweit, die insgesamt 67,2 % der Gesamtmenge ernteten.
| Rang | Land                   | Menge (in t) |
| ---- | ---------------------- | ------------ |
| 1    | Russland               | 23.393.510   |
| 2    | Australien             | 14.377.284   |
| 3    | Frankreich             | 11.285.440   |
| 4    | Deutschland            | 11.207.100   |
| 5    | Kanada                 | 9.986.681    |
| 6    | Türkei                 | 8.500.000    |
| 7    | Vereinigtes Königreich | 7.385.000    |
| 8    | Spanien                | 7.029.720    |
| 9    | Ukraine                | 5.608.170    |
| 10   | Argentinien            | 5.279.608    |
|      | Top Ten                | 104.052.513  |
|      | restliche Länder       | 50.824.627   |

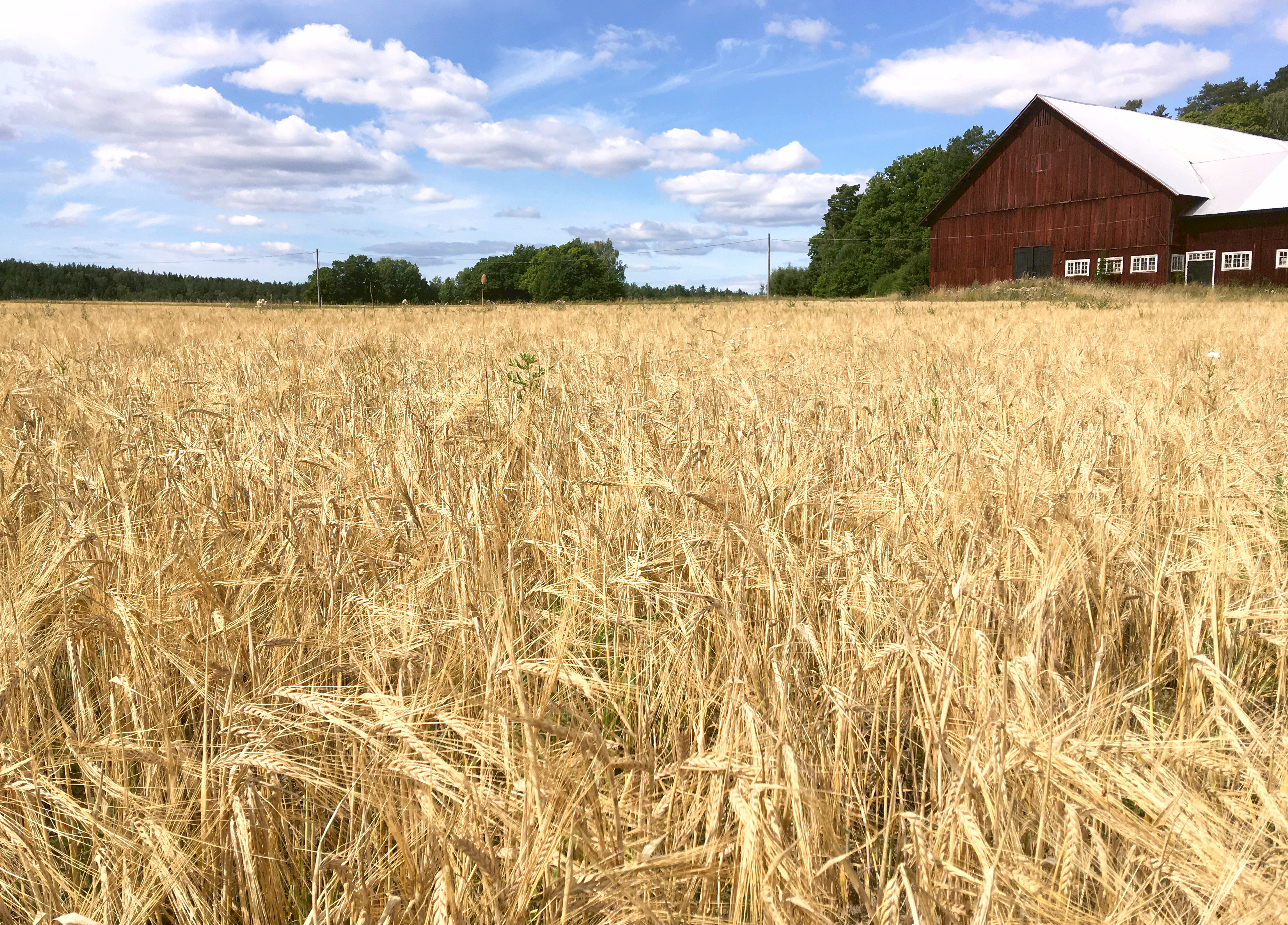
Erntereifes Gerstenfeld in Schweden

2022 wurden in Österreich 767.120 t und in der Schweiz 184.553 t Gerste geerntet.

### Erntemengen in Deutschland
Zwischen 2012 und 2021 lagen die Erntemengen pro Jahr immer zwischen 10 und 12 Millionen Tonnen, mit einer Ausnahme: 2018 wurden lediglich 9,6 Millionen Tonnen geerntet.
Das Bundesministerium für Ernährung und Landwirtschaft (BMEL) veröffentlichte für 2019 folgende vorläufige Zahlen zu den Erntemengen in Deutschland:
| Gerstenart      | Anbauflächen | Hektarerträge | Erntemengen  |
| --------------- | ------------ | ------------- | ------------ |
| Wintergerste    | 1.363.000 ha | 72,1 dt/ha    | 9.824.000 t  |
| Sommergerste    | 360.000 ha   | 54,2 dt/ha    | 1.949.000 t  |
| Gerste zusammen | 1.723.000 ha | 68,3 dt/ha    | 11.773.000 t |

Im Vergleich zu den oben angeführten Zahlen betrug die Welternte im Jahr 1928 36,3 Mill. Tonnen, davon in Deutschland 2,8 Mill. Tonnen. Im Jahr 1900 hatte Deutschland einen Bedarf von 4 Mill. t Gerste, dem eine Produktion von 2,8 Mill t gegenüber standen. Die Differenz wurde importiert zum Beispiel aus Mähren und aus Ungarn.